# Пирамиды Марса
«Пирамиды Марса» (англ. Pyramids of Mars) — третья история 13-го сезона британского научно-фантастического телесериала «Доктор Кто», состоящая из четырёх эпизодов, которые были показаны в период с 25 октября по 15 ноября 1975 года.

## Сюжет
В Египте 1911 года профессор Маркус Скарман в древней пирамиде находит дверь в гробницу с изображением Глаза Гора. Как только он остается один, в него попадает зелёный луч из гробницы.
ТАРДИС приземляется в фамильном доме Скармана, заполненном египетскими артефактами. В другой части дома египтянин Ибрагим Намин спорит с доктором Уорлоком, другом профессора. Намин спускает на Доктора, Сару и Уорлока мумию, и все трое вскоре встречают Лоуренса Скармана, брата профессора, ученого, который с помощью марконископа перехватил сигнал с Марса. Доктор расшифровывает его как «Берегитесь Сутеха» и объясняет, что Сутех — из могущественной расы осирианцев. Его брат Гор преследовал его через всю галактику и победил на Земле.
Намин пытается призвать Сутеха через портал-саркофаг, но вызывает только его Слугу, который сжигает египтянина, превращается в Маркуса Скармана и провозглашает смерть всем землянам. Сутех приказывает ему оцепить периметр и построить осирианскую ракету.
Тем временем браконьер Клементс находит мумию в своей ловушке, а Маркус убивает Уорлока. Доктор и Сара прячутся в ТАРДИС, и Доктор показывает ей, что случится, если Сутех победит, переместившись в 1980 год. После возвращения Доктор делает глушитель сигнала Сутеха, но его активации мешает Лоуренс, пытающийся спасти брата. Мумии-роботы убивают Клементса и почти захватывают домик Лоуренса, но с помощью кольца Намина Сара приказывает им вернуться в усадьбу.
Доктор решает взорвать ракету с помощью взрывчатки из хижины Клементса, но Сутех подавляет взрыв телепатически, а Маркус убивает Лоуренса. Тогда Доктор через пространственный туннель отправляется к Сутеху и отвлекает его, позволяя взорвать ракету. Тот обнаруживает Доктора и решает использовать его ТАРДИС, чтобы Скарман смог отключить Глаз Гора. С помощью контроля его разума он отправляет робота и Сару на ТАРДИС к пирамиде Марса.
По прибытии робот душит Доктора, но обходная дыхательная система позволяет ему избежать смерти. Он с Сарой отправляется через серию комнат с загадками к центральной комнате, но неудачно: Скарман уничтожает Глаз Гора и рассыпается в прах. Доктор понимает, что Сутех высвободится через две минуты и вместе с Сарой спешит обратно в поместье. Сутех движется из Египта через пространственно-временной туннель, но Доктор с помощью ТАРДИС перемещает его конец на десять тысяч лет в будущее, что означает, что Сутех не сможет сбежать во время путешествия и умрёт от старости. Доктор и Сара сбегают на ТАРДИС, а поместье сгорает в огне.

## Трансляции и отзывы
| Эпизод      | Дата показа     | Продолжительность | Телезрители (в миллионах) |
| ----------- | --------------- | ----------------- | ------------------------- |
| «Часть 1»   | 25 октября 1975 | 25:22             | 10,5                      |
| «Часть 2»   | 1 ноября 1975   | 23:53             | 11,3                      |
| «Часть 3»   | 8 ноября 1975   | 24:32             | 9,4                       |
| «Часть 4»   | 15 ноября 1975  | 24:52             | 11,7                      |
| [ 1 ] [ 2 ] |                 |                   |                           |